# Яманташ (крепость)
Яманташ — развалины замка, предположительно X—XIII века, расположенные в Бахчисарайском районе Крыма на отдельно стоящей одноимённой скале.

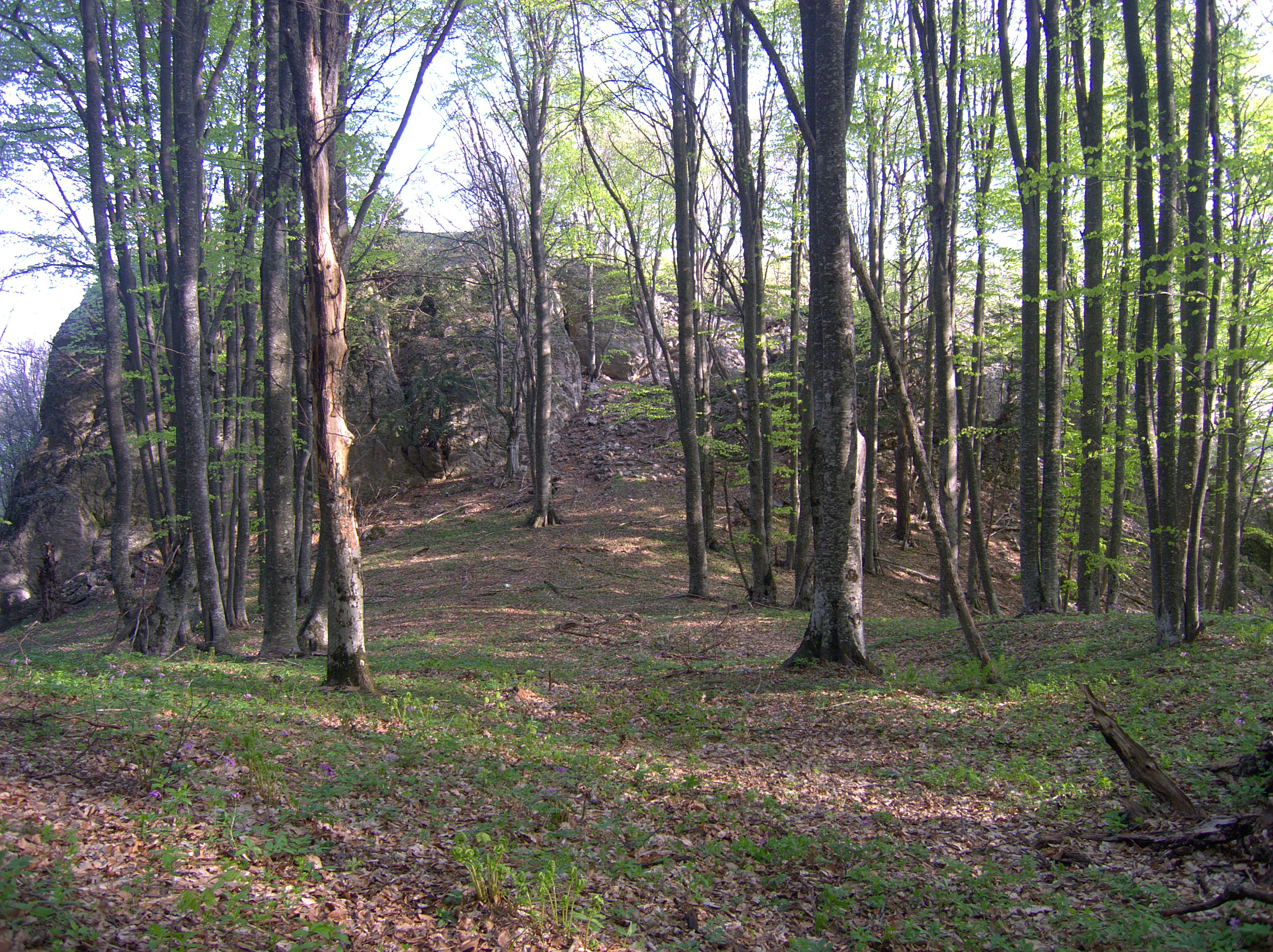
Вершина горы со стороны седловины была защищена стенами

## Описание
Расположена в верховьях реки Стиля, на отдельно стоящей скале одноимённой горы (высота 1054 м), практически со всех сторон окружённой вертикальными обрывами высотой 30—40 м. Вход в укрепление находился с южной стороны, где имелись два небольших прохода, перекрытые оборонительными стенами, сложенными из бута на известковом растворе, толщиной 1,2—1,4 м. Площадь всего памятника 0,15 гектара, при этом размер укреплённой территории 50 на 27 м. У восточного обрыва скалы — развалины церкви размерами 4,5 на 7 м. Решением Крымского облисполкома № 164 от 15 апреля 1980 года (охранный № 3140) укрепление на горе Яманташ X—XV века объявлено историческим памятником регионального значения.

## История изучения
Первое сообщение о руинах оставил Пётр Кеппен в сочинения «О древностях южнаго берега Крыма и гор Таврических» 1837 года
Грамата (по татарски Язлы-Таш)… Через это урочище пролегает дорога из Никиты как в Бююк-Ёзенбаш, так и в Стилю и Бешуй
Ввиду труднодоступности укрепление не изучалось. В 1962 году небольшие раскопки на Яманташе провел Олег Иванович Домбровский, по найденному в шурфе материалу был датировавший памятник X—XV веком. В 1985 году крепость обследовал Виктор Мыц, чья датировка ограничилась XIII веком. Основание многих укреплений горного Крыма в XIII веке, подобного Яманташскому, историки связывают с татаро-монгольскими вторжениями в Крым (начиная с 1223 года), сельджукской экспансией и переходом горного Крыма в зону влияния Трапезундской империи.